# Kim Ryholt
Kim Steven Bardrum Ryholt (* 19. června 1970 New Jersey) je dánsko-americký egyptolog, profesor egyptologie na Kodaňské univerzitě a odborník na egyptskou historii a literaturu. Též působí jako ředitel výzkumného střediska Canon, ředitel společnosti Identity Formation a jako ředitel sbírky a projektu Papyrus Carlsberg.